# Сенеж (селище)
Сенеж (рос. Сенеж) — селище сільського типу в Солнечногорському районі Московської області Російської Федерації.

## Розташування
Сенеж входить до складу міського поселення Солнечногорськ, воно розташовано на схід від Солнечногорська, поруч із озером Сенеж. Найближчі населені пункти — Тимоново, Редіно.

## Населення
Станом на 2010 рік у селищі проживало 364 людини